# Franz Berghammer
Franz Berghammer (1913. november 20. – Fehéroroszország, Babrujszk (közelében), 1944. július 1.) olimpiai ezüstérmes osztrák kézilabdázó.
Részt vett az 1936. évi nyári olimpiai játékokon, amit Berlinben rendeztek. A kézilabdatornán játszott, és az osztrák válogatott tagjaként ezüstérmes lett.